# ČSD-Baureihe M 220.1
Die Fahrzeuge der Baureihe M 220.1 waren vierachsige benzolmechanische Triebwagen für den Lokalbahnverkehr der einstigen Tschechoslowakischen Staatsbahnen (ČSD). Sie zählten zu den ersten Typen von Motortriebwagen der ČSD.

## Geschichte
Die Triebwagen wurden 1926 von der Waggonfabrik Böhmisch Leipa (Severočeská Vagónka Česká Lípa) in fünf Exemplaren gebaut. Sie gehörten zu den ersten Motortriebwagen der ČSD.
Die Wagen 03 und 04 kamen auf der Lokalbahn Častolowitz–Reichenau an der Kněžna–Solnitz in Ostböhmen zum Einsatz. Sie ersetzten dort im Personenverkehr vollkommen den Dampfbetrieb, der in gemischten Zügen mit Gütertransport durchgeführt wurde. Mit dem Einsatz der Triebwagen wurde die Höchstgeschwindigkeit von 25 auf 40 km/h erhöht. 1932 wurden sie durch die M 120.423 und 424 ersetzt und nach Hradec Králové abgegeben. Dort schieden die Fahrzeuge zwischen 1936 und 1938 aus.
Die Wagen 01, 02 und 05 liefen als Eilzug auf der Strecke Reichenberg–Gablonz–Tannwald (Liberec–Jablonec–Tanvald) zur Verstärkung in den Verkehrsspitzen der Wanderzeit. Nach der Angliederung des Sudetenlandes an Deutschland im Herbst 1938 kamen diese Fahrzeuge zur Deutschen Reichsbahn. Sie erhielten dort die Betriebsnummern 136 410 bis 136 412.
Alle fünf Fahrzeuge wurden bis 1945 ausgemustert. In Čelákovice ist der Wagenkasten des M 220.104 erhalten geblieben. Er gehört zur Sammlung des Technischen Nationalmuseums in Prag.

## Technische Merkmale
Die Fahrzeuge wurden von einem Sechszylinder-Reihen-Ottomotor der Deutschen Werke Kiel (DWK) angetrieben. Die Leistungsübertragung erfolgte mechanisch über ein Getriebe. Bei einer Leistung von 112,5 kW erreichten die Triebwagen eine Höchstgeschwindigkeit von 50 km/h. Das Fahrwerk bestand aus zwei zweiachsigen Drehgestellen.

Prinzipskizze der mechanischen Leistungsübertragung von Triebwagen der ersten Generation

In den Triebwagen fanden im Auslieferungszustand 16 Personen in der 2. und 62 Passagiere in der 3. Klasse Platz. Später wurde das Abteil 2. Klasse in 3. Klasse Raucher umgewandelt. Bei den Fahrzeugen wurde der Benzingeruch im Abteil der Reisenden als besonders nachteilig empfunden.